# Седов, Юрий Сергеевич
Ю́рий Серге́евич Седо́в (4 марта 1929, Москва, СССР — 4 апреля 1995, Москва, Россия) — советский футболист, защитник.

## Биография
Воспитанник московской команды «Красное Знамя» (фабрика «Трёхгорка»). Всю карьеру провёл в московском «Спартаке», за который в 1948—1958 годах в чемпионате СССР провёл 176 матчей и забил 2 гола. В 1954—1955 годах провёл 3 официальных и 5 неофициальных матча за сборную СССР.
Окончил Государственный центральный ордена Ленина институт физкультуры (ГЦОЛИФК).
В 1961—1963 и 1965—1968 годах работал тренером по хоккею с шайбой и хоккею с мячом. В январе — июле 1965 — главный тренер ФК «Волга» Калинин. С августа 1968 по 1972 год — старший научный сотрудник и заведующий лабораторией футбола ВНИИФК. Впоследствии работал главным тренером «Маарефа» (Кабул, Афганистан, июль 1972—1976), тренером сборной СССР (1977—1979), главным тренером «Викингура» (Рейкьявик, Исландия, июль 1980—1982 и 1987—1989), тренером молодёжной сборной СССР (1983 — июль 1985), главным тренером ФК КАЭС (Сиглюфьордюр, Исландия, 1990—1992).
Похоронен на Преображенском кладбище.

## Достижения

### Как игрок
- Чемпионат СССР:

Чемпион СССР (3): 1952, 1953, 1958.
Серебряный призёр (2): 1954, 1955.
Бронзовый призёр (3) 1948, 1949, 1957
- Кубок СССР по футболу:

Победитель 1950

### Как тренер
- Чемпионат Афганистана: 2
- Чемпионат Исландии: 2 — 1981, 1982[2]